# NGC 3314

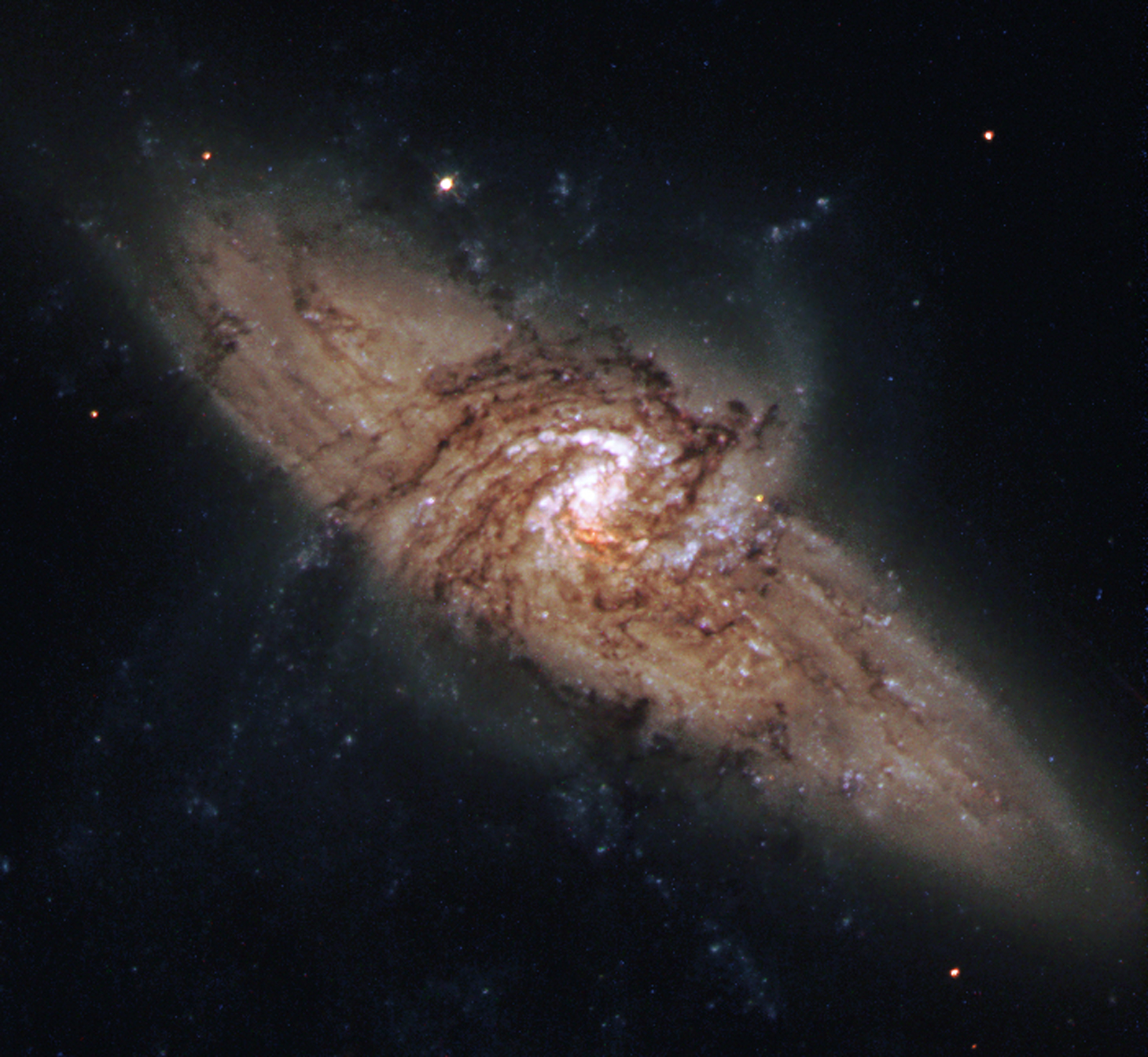
La galaxie spirale à l'avant-plan (PGC 31531) est parsemée de rubans sombres de poussière. La galaxie spirale plus grande à l'arrière-plan (PGC 31532 ou NGC 3314B) est la plus grosse galaxie du groupe de NGC 3314B (Télescope spatial Hubble).

NGC 3314 est constitué de deux galaxies spirales situées dans la constellation de l'Hydre. Cette paire de galaxies été découverte par l'astronome britannique John Herschel en 1835.  Ces deux galaxies sont situées sur la même ligne de visée et elles ne sont pas en interaction, car elles sont à des distances très différentes de nous.

## Caractéristiques
La vitesse par rapport par rapport au fond diffus cosmologique de PGC 31531 est de 3 202 ± 25 km/s, ce qui correspond à une distance de Hubble de 47,2 ± 3,3 Mpc (∼154 millions d'al) et celle de PGC 31532 est égale à 4 984 ± 25 km/s pour une distance de 73,5 ± 5,2 Mpc (∼240 millions d'al).
Quelquefois, les deux galaxies de NGC 3314 sont désignées comme NGC 3314A et NGC 3314B, mais ces désignations pointent vers des galaxies différentes selon les sources consultées. De plus, ce qui complique davantage les choses, NGC 3314B est utilisé par Wolfgang Steinicke pour une galaxie complètement différente, soit PGC 87327.
NGC 3314 a été utilisée par Gérard de Vaucouleurs comme une galaxie de type morphologique SA(s)c pec + Sb dans son atlas des galaxies,.

## La galaxie PGC 31531
Cette galaxie est désignée par NGC 3314A par la base de données NASA/IPAC et par Wolfgang Steinicke. Les propriétés de celle-ci qui sont énumérées dans l'infobox à droite, sauf pour les coordonnées qui sont une moyenne des deux galaxies. L'ascension droite de cette galaxie est 10h 37m 12,8s et sa déclinaison est -27° 41′ 02″.
La classe de luminosité de PGC 31531 est I-II et elle présente une large raie HI. Elle renferme également des régions d'hydrogène ionisé.
Dans une étude publiée en 1989, O.G. Richter indique que NGC 3314A et NGC 3314B font partie de l'amas de l'Hydre (Abell 1060). Les galaxies de cet amas sont situées à une distance moyenne de 190 millions d'années-lumière. Il est donc peu probable que PGC 31531 fasse partie de cet amas. L'une des galaxies désignés par Richter est peut-être PGC 87327 dont la vitesse radiale de 4114 km/s correspond à une distance de 187 millions d'années-lumière.
À ce jour, trois mesures non basées sur le décalage vers le rouge (redshift) donnent une distance de 27,700 ± 1,217 Mpc (∼90,3 millions d'al), ce qui est à l'extérieur des valeurs de la distance de Hubble. Notons cependant que c'est avec la valeur moyenne des mesures indépendantes, lorsqu'elles existent, que la base de données NASA/IPAC calcule le diamètre d'une galaxie et qu'en conséquence le diamètre de PGC 31531 pourrait être d'environ 24,9 kpc (∼81 200 al) si on utilisait la distance de Hubble pour le calculer.

## La galaxie PGC 31532 (NGC 3314B)
Cette galaxie est désignée par NGC 3314B par la base de données NASA/IPAC et par A.M Garcia. Les propriétés de celle-ci qui sont énumérées dans l'infobox à droite, sauf pour les coordonnées qui sont une moyenne des deux galaxies. L'ascension droite de cette galaxie est 10h 37m 13,2s et sa déclinaison est -27° 41′ 06″.
La classe de luminosité de PGC 31532 est III et elle présente une large raie HI.

## Rougissement de la lumière et effet de microlentille

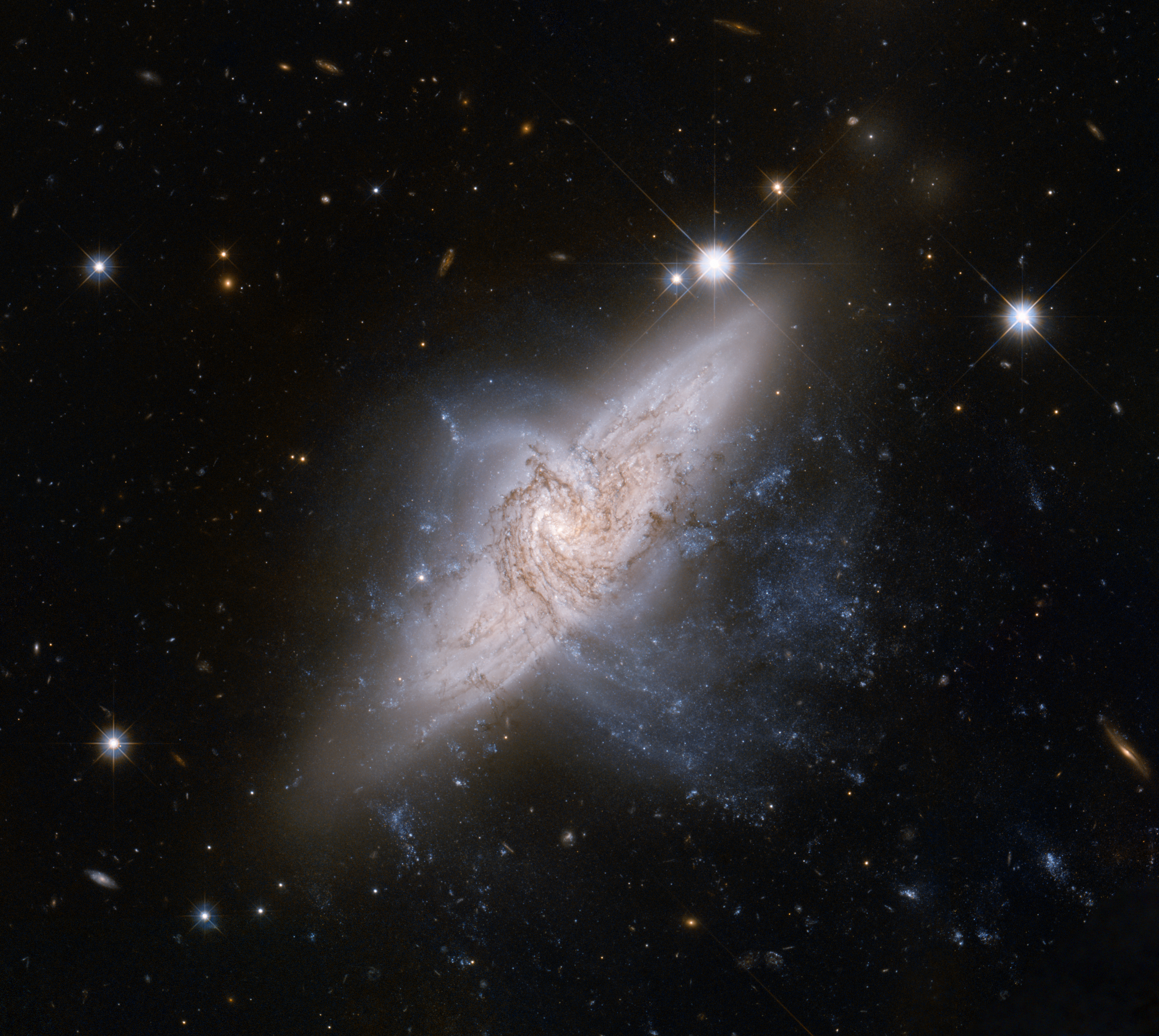
Nouvelle image par le télescope spatial Hubble.

La nouvelle image réalisée à partir de plusieurs photos prises par le télescope spatial Hubble a permis aux astronomes d'approfondir leur connaissance de deux phénomènes physiques grâce à l'extraordinaire alignement de ces deux galaxies. En effet, la lumière provenant de PGC 31532 à l'arrière-plan doit traverser PGC 31531 à l'avant-plan. La lumière émise par PGC 31532 rencontre alors les poussières de PGC 31531 et elle subit un phénomène semblable à la lumière du Soleil lorsqu'il est bas sur l'horizon. Lorsque la lumière traverse un volume contenant de petites particules (molécules dans l'atmosphère terrestre ou particules de poussière interstellaires dans les galaxies), sa couleur devient plus rouge,.
L'autre phénomène produit par cet alignement est l'effet de microlentille gravitationnelle. Les étoiles de PGC 31531 produisent en effet de petites perturbations de la lumière provenant de PGC 31532. Comme la matière sombre produit aussi cet effet, on propose de réaliser des observations sensibles qui permettront de détecter à la fois les effets de microlentille stellaire et de la matière noire et ainsi de pouvoir cartographier la répartition de la matière noire dans PGC 31531.

## Le groupe de NGC 3314B
NGC 3314B est la galaxie la plus grosse d'un groupe de galaxies qui porte son nom. Le groupe de NGC 3314B compte au moins 30 autres galaxies dont NGC 3305, NGC 3309, NGC 3316 et NGC 3336.
NGC 3314B et donc toutes les galaxies du groupe de NGC 3314B font partie de l'amas de l'Hydre (Abell 1060). L'amas de l'Hydre est l'amas dominant du superamas de l'Hydre-Centaure.